# Lissoclinum philippinense
Lissoclinum philippinense är en sjöpungsart som först beskrevs av Takasi Tokioka 1967.  Lissoclinum philippinense ingår i släktet Lissoclinum och familjen Didemnidae. Inga underarter finns listade i Catalogue of Life.